# Presunto de Chaves
O presunto de Chaves é um produto tradicional e artesanal das zonas rurais próximas da cidade de Chaves, portanto típico da culinária de Portugal. Os porcos eram criados em casa, e alimentados com uma “lavadura” feita na cozinha da casa, em pequenos números, principalmente para consumo familiar; no entanto, como cada animal tem duas pernas, normalmente guardava-se um presunto para consumo caseiro e vendia-se o outro; o próprio comércio do presunto era um negócio artesanal, apesar de haver casas comerciais em Chaves especializadas neste produto. O presunto chegou às grandes cidades com a denominação informal de “presunto-de-chaves” e, como era geralmente de boa qualidade, tornou-se um produto bem conhecido. 
Esta atividade funcionou muito bem até aos anos 60, quando os portugueses começaram a emigrar em grandes números, deixando as aldeias sem gente suficiente para tratar dos porcos, ou mesmo para consumir os seus produtos. Para além disso, o negócio do “presunto-de-chaves” era tão rentável (para os comerciantes) que já se vendiam com aquele “rótulo” presuntos feitos nos diferentes concelhos barrosões e até “jamon” espanhol, que “invadiu” o mercado português. Com isto, descurou-se a possível “oficialização” do nome, que foi organizada por autoridades doutros concelhos com o título de Presunto de Barroso – IGP, este, no entanto, não pode ser criado em casa, mas em regime extensivo. 
Já o pastel de Chaves conseguiu, em 2012, a Indicação Geográfica Protegida em Portugal e, em 2013, foi proposta a sua oficialização pela União Europeia. 